# قانون خفض التصعيد في حرب العراق 2007

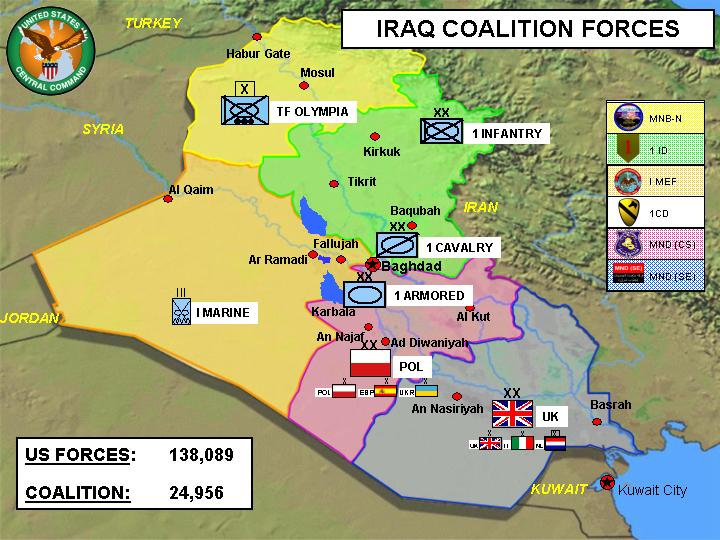
توزيع وحدات الولايات المتحدة وحلفائها في مناطق الاحتلال المختلفة اعتبارًا من 30 أبريل 2004

في 30 يناير/كانون الثاني 2007، قدم السيناتور الأميركي آنذاك باراك أوباما قانون خفض التصعيد في حرب العراق لعام 2007 ( S. 433كان من شأن الخطة أن توقف زيادة القوات الأميركية في العراق عام S. 433 والتي بلغت 21500 جندي، كما كانت ستبدأ إعادة انتشار تدريجي للقوات من العراق بهدف إزالة جميع القوات المقاتلة بحلول 31 مارس/آذار 2008. وقد أُحيل مشروع القانون إلى اللجنة وفشل في أن يصبح قانوناً في الكونجرس رقم 110.
أعلن أوباما عن قانون خفض تصعيد حرب العراق بعد أن أعلن الرئيس بوش زيادة عدد القوات المشاركة في الحرب، وبعد خطاب حالة الاتحاد. وأصدر أوباما بيانًا قال فيه: "لقد أدّت قواتنا أداءً باهرًا في العراق، لكن لا يمكن لأي عدد من الجنود الأمريكيين حل الخلافات السياسية الكامنة في قلب حرب أهلية أخرى"، في إشارة إلى مقال مايكل سكوت دوران " حرب أهلية لشخص آخر " المنشور في مجلة الشؤون الخارجية عام 2002. وأضاف: "لهذا السبب طرحتُ خطةً لا تهدف فقط إلى وقف تصعيد هذه الحرب، بل أيضًا إلى بدء إعادة انتشار تدريجية يمكن أن تضغط على العراقيين للتوصل إلى تسوية سياسية نهائية والحد من العنف". 
كان باراك أوباما ينتقد تعامل الرئيس بوش مع الحرب في العراق، وكان ناقدًا صريحًا قبل بدء الحرب في عام 2003. إن التشريع الذي اقترحه أوباما يشبه الخطة التي دعا إليها تقرير مجموعة دراسة العراق الصادر في ديسمبر 2006.

## الجوانب الهامة للخطة
- تشريع ملزم لا يمكن تجاوزه دون موافقة صريحة من الكونجرس.
- يحدد عدد القوات الأميركية عند المستوى المحدد في 10 يناير/كانون الثاني 2007.
- لا يؤثر على تمويل القوات.
- يبدأ إعادة الانتشار على مراحل اعتباراً من الأول من مايو/أيار 2007 بهدف إعادة الانتشار الكامل للقوات المقاتلة في الحادي والثلاثين من مارس/آذار 2008، بما يتفق مع تقرير مجموعة دراسة العراق التي تضم أعضاء من الحزبين.
- يُطبّق معاييرَ مرجعيةً على الحكومة العراقية، تشمل الأمن والمصالحة السياسية والإصلاح الاقتصادي. في حال استيفاء هذه المعايير، يُمكن تعليق إعادة الانتشار مؤقتًا بموافقة الكونغرس.
- يحافظ على وجود عسكري في المنطقة لحماية القوات، وتدريب القوات العراقية، وملاحقة الإرهابيين الدوليين.
- يتطلب الأمر إشراف الكونجرس، حيث يقدم الرئيس تقريرا عن التقدم المحرز في العراق إلى الكونجرس كل 90 يوما.
- تكثيف تدريب قوات الأمن العراقية لتمكين العراقيين من تولي مسؤوليات الأمن في العراق.
- يضع شروطًا للمساعدات الاقتصادية للحكومة العراقية على أساس التقدم نحو تحقيق الأهداف المحددة.
- محاولات إنشاء المزيد من الدبلوماسية الإقليمية مع الدول الرئيسية في المنطقة للمساعدة في تحقيق تسوية سياسية بين الشعب العراقي، ومنع وقوع كارثة إنسانية وصراع إقليمي.[2]

## نقد
أثار دعم أوباما لمشروع القانون والمعارضة العامة لخطة زيادة القوات التي اقترحها ديفيد بترايوس انتقادات من الجمهوريين وبعض الديمقراطيين المؤيدين للحرب. وصرح السيناتور جون ماكين، منافسه في الانتخابات الرئاسية لعام 2008، بأن أوباما أخطأ في معارضته لزيادة القوات، مشيرًا إلى انخفاض مستويات العنف التي قال أوباما إن زيادة القوات ستزيدها. وقد حذفت حملة أوباما انتقاد المرشح لزيادة القوات من موقعه الإلكتروني إلا أنه أكد أن موقفه من العراق لم يتغير، وأنه لا يزال يؤيد جدولًا زمنيًا للانسحاب من العراق.